# Ghiacciaio Pio XI
Il ghiacciaio Pio XI, o ghiacciaio Brüggen, è un ghiacciaio situato nella Patagonia cilena. Fu così chiamato in onore del papa dell'epoca da Alberto Maria De Agostini, missionario ed esploratore italiano, che giunse per primo in questa area nel 1931. 
Il fronte del ghiacciao avanza giorno dopo giorno verso gli insediamenti indigeni, che nell'ultimo secolo sono stati ridotti enormemente. Infatti è uno dei pochi ghiacciai dell'emisfero sud, e del mondo ad essere in avanzamento. Questo territorio è minacciato da una forte acquacoltura di salmoni che inquina le acque e uccide animali, tra cui alcuni in via d'estinzione.

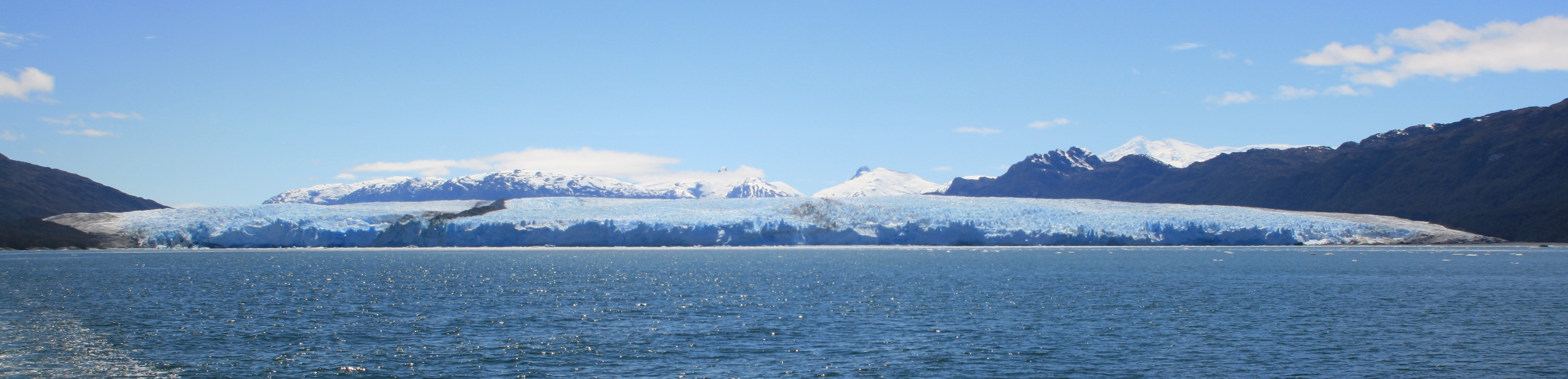